# Resident Evil: Istrebljenje
Resident Evil: Istrebljenje (eng. Resident Evil: Extinction) je američki akcijski SF horor iz 2007. i treći nastavak filmskog serijala Resident Evil, čija je radnja temeljena na istoimenom serijalu Capcomovih survival-horror videoigara. Ovaj film prati heroinu Alice, zajedno s grupom preživjelih iz nesreće Raccoon Cityja, kako putuju kroz divljinu pustinje Mojave da dođu Aljasku i pobjegnu od zombi apokalipse. Redatelj i direktor filma je Russell Mulcahy i producent filma je muž Mille Jovovich - Paul W. S. Anderson.
Film je pušten u SAD 21. rujna 2007. i diljem svijeta je komercijalno uspješan sa zaradom od 147 717 833$. Film je dobio mješovite recenzije kritičara. U Sjevernoj Americi je izdan na DVD-u i Blu-ray disku 1. siječnja, 2008.
Ovaj nastavak serijala se u početku trebao zvati Resident Evil: Drugi svijet (Resident Evil: Afterlife)  prema izvorniku.  Iz nepoznatih razloga je nazvan Resident Evil: Istrebljenje (Resident Evil: Extinction). Naslov Drugi Život/Afterlife je iskorišten za 4. nastavak.

## Radnja
Alice (Milla Jovovich) se probudi u nepoznatoj vili, baš kao i na početku prvog Resident Evila. Alice prođe kroz nekoliko prepreka, iako je eventualno ubijena. Njezino tijelo je bačeno vani u jamu koja je puna desetaka njezinih klonova. Kamera odzumira i pokaže kolibu koja pokriva ulaz u podzemnu instalaciju, a gornji dio je koliba koja je ograđena i okružena zombijima.
5 godina nakon što je T-Virus izašao iz Raccoon Cityja, proširio se u cijeli svijet. Kako su organizmi zaraženi, okoliš biva uništen. Alice luta praznim pustinjama jugozapadnog SAD-a. Dr. Sam Isaacs smatra da treba uhvatiti Alice jer misli da bi to bio glavni prioritet zato što ona ima sposobnost da se poveže s T-Virusom. Isaacs pokušava nagovoriti farmaceutsku korporaciju Umbrellu da može koristiti njezinu krv za razvijanje trajnog lijeka, i da ukroti zaražene. Novi predsjednik Umbrelle i glavni antagonist Albert Wesker (Jason O'Mara) naređuje Isaacsu da umjesto toga iskoristi klonove za stvaranje lijeka te odbija odobriti hvatanje Alice sve dok nisu sigurni gdje je njezina lokacija.
U međuvremenu, Claire Redfield-in konvoj, koji uključuje preživjele iz Raccoon Cityja Carlos Olivera (Oded Fehr), L.J. (Mike Epps), zajedno s novim preživjelima K-Mart (Spencer Loke), Mikey (Christopher Eagan), Chase (Linden Ashby), Nurse Betty (Ashanti Douglas) i ostalima, putuju kroz državu. Dok pretraživaju motel zbog zaliha, L.J. je ugrižen. Sljedećeg jutra je konvoj napadnut zaraženim vranama. Vrane skoro nadjačaju konvoj, čime Nurse Betty završava ubijena i jedan od grupe konvoja koji je upravljao plamenobacačem izgubi kontrolu nad oružjem. Alice se pojavi i spasi Carlosa od vatrene smrti. Alice koristi svoje psihičke moći da pokrije nebo vatrom i spali vrane. Alice se predstavi Claire i daje joj dnevnik koji je pronašla. U dnevniku se spominje "sigurna zona" u Aljaski. Alice i Carlos uvjere Claire da odvede svoj konvoj u Aljasku. Svi se slože da odu u Las Vegas po zalihe za put u Aljasku.
Pokušaji dr. Isaacsa da udomaći zaražene su samo doveli do nove vrste zombija. Umbrella pronalazi Aliceinu lokaciju pomoću njezinih psihičkih sposobnosti. Dr. Isaacs ima veliki sanduk u kojem su njegovi novi zombiji poslani da napadnu konvoj iz zasjede. L.J. zarazi Carlosa, također i Chasea koji će vjerojatno biti ubijeni iz zasjede. Umbrella pokušava isključiti Alice daljinski, ali se ona ipak oslobodi iz njihovog programa i nastavi boriti. Alice pronađe Isaacsa, koji postane zaražen tijekom bijega. Alice i K-Mart preuzimaju Isaacsov kompjuter da prate helikopterov put, koji vodi u Umbrellinu podzemnu lokaciju.
Konvoj dođe do mjesta gdje je helikopter došao. Carlos se žrtvuje tako što kamionom juri kroz gomilu zombija, čime daje Alice i K-Martu prolaz do helikoptera u kojeg trebaju ukrcati preživjele da bi pobjegli. Alice odluči ostati. Wesker naredi jednom od svojih zaštitara da likvidira Isaacsa, zaštitar pronađe doktora zaključanog u svom labosu. Isaacs si ubrizga ogromne doze Anti-Virusa da suzbije svoju zarazu. Zaštitar upuca Isaacsa i on se mutira u vrstu super-zombija Tyranta. Isaacs ubije sve osoblje Umbrelline podzemne instalacije, ali je zatvoren u laboratoriju.
Ulazeći u instalaciju, Alice upoznaje hologram sestre Crvene kraljice, Bijelu kraljicu (Madeline Carroll). Bijela kraljica kaže Alice da je njezina krv lijek za T-Virus, i onda joj kaže za dr. Isaacsa. Alice se složi da će spriječiti Isaacsa. Na svom putu do labosa, Alice otkrije jednog od svojih klonova koji su još u razvoju. Klon se probudi, ali umre zbog prerane izloženosti. Tokom napete borbe između Alice i Isaacsa, njih dvoje se nađu laserskom koridoru. Laserska mreža se aktivira i prereže Isaacsa u kocke. Alice je trebala završiti isto kao Isaacs, ali njezin klon koji je neobjašnjivo oživio, deaktivira sistem.
Kasnije u Tokyu, Japan, Wesker obavijesti ostatak Umbrelle da je sjevernoamerička podružnica izgubljena i da će on sada upravljati sve u Japanu. Alicein hologram se pojavi i izjavi da će doći po njih. Stojeći iza svog klona, Alice pogleda u stotine klonova koji se bude.

## Uloge
- Milla Jovovich kao Alice i klonovi: Žena koju korporacija Umbrella progoni s ciljem da napravi serum iz njene krvi. Otkad je izložena T-Virusu tijekom epidemije u Raccoon Cityju, Alice je lovljena i podvrgnuta eksperimentima.
- Ali Larter kao Claire Redfield: Temeljena na istoimenom liku iz igre, ima istaknutu ulogu u igrama Resident Evil 2, Resident Evil: Code Veronica i Resident Evil: The Darkside Chronicles. U filmu zajedno s Carlosom vodi konvoj s preživjelima.
- Oded Fehr kao Carlos Olivera: Bivši vojnik U.B.C.S.-a, također temeljen na istoimenom liku iz Resident Evil 3: Nemesis. On je preživio Program Nemesis i "čišćenje" Raccoon Cityja. Još od događaja Apokalipse je pomogao voditi Clairein konvoj.
- Iain Glen kao Dr. Sam Isaacs: Glavni znanstvenik Umbrelline sjevernoameričke podružnice. Dr. Isaacs je sudjelovao u stvaranju Nemesis Programa i Programa Alice.
- Ashanti kao Betty: Snažna mlada žena koja služi kao liječnica u konvoju. Ona je medicinska sestra i pomaže članovima grupe da se oporave.
- Christopher Egan kao Mikey: Mladi haker koji vozi "kompjutersku stanicu" konvoja. On je odgovoran za potražnju drugih preživjelih.
- Spencer Locke kao K-Mart
- Matthew Mardsen kao Weskerov zaštitar
- Mike Epps kao L.J. Wayne: Bivši građanin Raccoon Cityja koji je preživio Program Nemesis i uništenje Raccoon Cityja u prethodnom filmu. On koristi 2 zlatna Desert Eagleova kao svoj izbor oružja.
- Jason O'Mara kao Albert Wesker: Temeljen na istoimenom liku iz igre, on je istaknuti antagonist u mnogim nastavcima RE igara.
- Madeline Carrol kao Bijela kraljica (The White Queen): Sestra kompjutera originalne Crvene kraljice. Ona je dizajnirana da zaštiti i očuva ljudski život u svim Umbrellinim instalacijama i objektima.

## Recepcija

### U kinima
Film je bio broj 1 u sjevernoameričkim kinima na prvom vikendu otvaranja, sa zaradom od 23 000 000$ u 2828 kina, u prosjeku 8372$ po kinu. Film se jače otvorio nego prethodna dva, od 1. siječnja, 2008., film je zaradio 50 648 679$ domaće i 97 000 000$ u inozemstvu, sveukupno 147 milijuna.

### Reakcija kritičara
Istrebljenje ima ocjenu 22% na Rotten Tomatoes, Metacritic je dao ocjenu "mješovito ili prosječno" - 41/100 i na IMDb-u 6.2/10.

## Vanjske poveznice
- Službena stranica filma  Arhivirana inačica izvorne stranice od 5. lipnja 2011. (Wayback Machine)
- Resident Evil: Istrebljenje na IMDb-u